# 消防處潛水基地

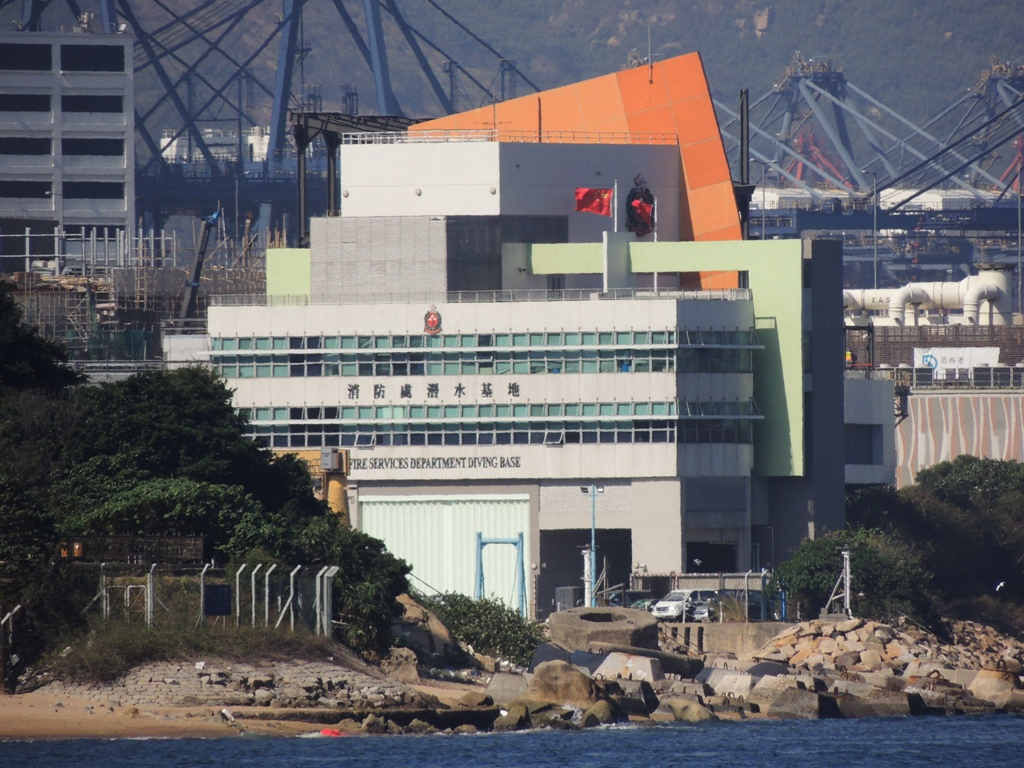
消防處潛水基地

消防處潛水基地（英語：Fire Services Department Diving Base）為香港消防處港島、離島及海務區消防總區潛水組的總部，位於香港九龍深水埗昂船洲政府船塢，耗資逾1億4千4百萬港元建造，於2009年10月竣工，佔地2,182平方米，建築面積5,550平方米，樓高4層，為亞洲最先進的消防潛水訓練設施。

## 歷史

### 沿革
2008年，受到龍鼓水道撞船意外啟發，消防處計劃引入模擬沉船強化訓練，初步模型於2010年年底完成。
潛水組人員當前可以最深於42米海底執勤，可是由於當時屯門至赤鱲角連接路將有深達80米的海底隧道，故此消防處潛水基地亦為此設置模擬水深達百米的深潛模擬器，預計於未來一兩年引入混合氣潛水裝備後，潛水組將有能力於水深達百米的海底執勤。
2012年，消防處潛水基地共為271名消防處消防及救護人員提供急流拯救訓練。

## 設施
- 潛水訓練池：深8米、長25米、闊11米，設置巨型球體製浪器，能夠上下擺動，製造高達1.8米的大浪。
- 急流池：可以製造每秒達0.5至1.5米的急流，使到人員儼如置身急流之中，練習執行拯救任務。
- 深潛模擬器：為東南亞唯一一座，價值逾一千萬港元，用以模擬水深達百米下的水壓環境，使到人員能夠適應在深海壓力環境下出現的氮醉情況。
- 巨形風扇及直升機絞盤：用以模擬配合政府飛行服務隊執行海空拯救任務時，直升機在海面上救人的情況；巨形風扇所製造的風速每秒達10米，相等於UH-60黑鷹直升機的下衝氣流。
- 焊切缸：深4.5米，直徑3米，使到人員能夠模擬在水底下使用萬能剪刀進行爆破任務，於2010年額外引進水底燒焊訓練[1]。
- 加壓室：設有兩所，其中一間作為訓練用途，另外一間則為醫院管理局為患有減壓病的病人進行加壓治療及為接受了器官移植的病人進行高壓氧治療[2][3]。

## 相關參見
- 水警訓練學校
- 海事訓練學院
- 海事處訓練中心